# Rothaarkamm am Grenzweg

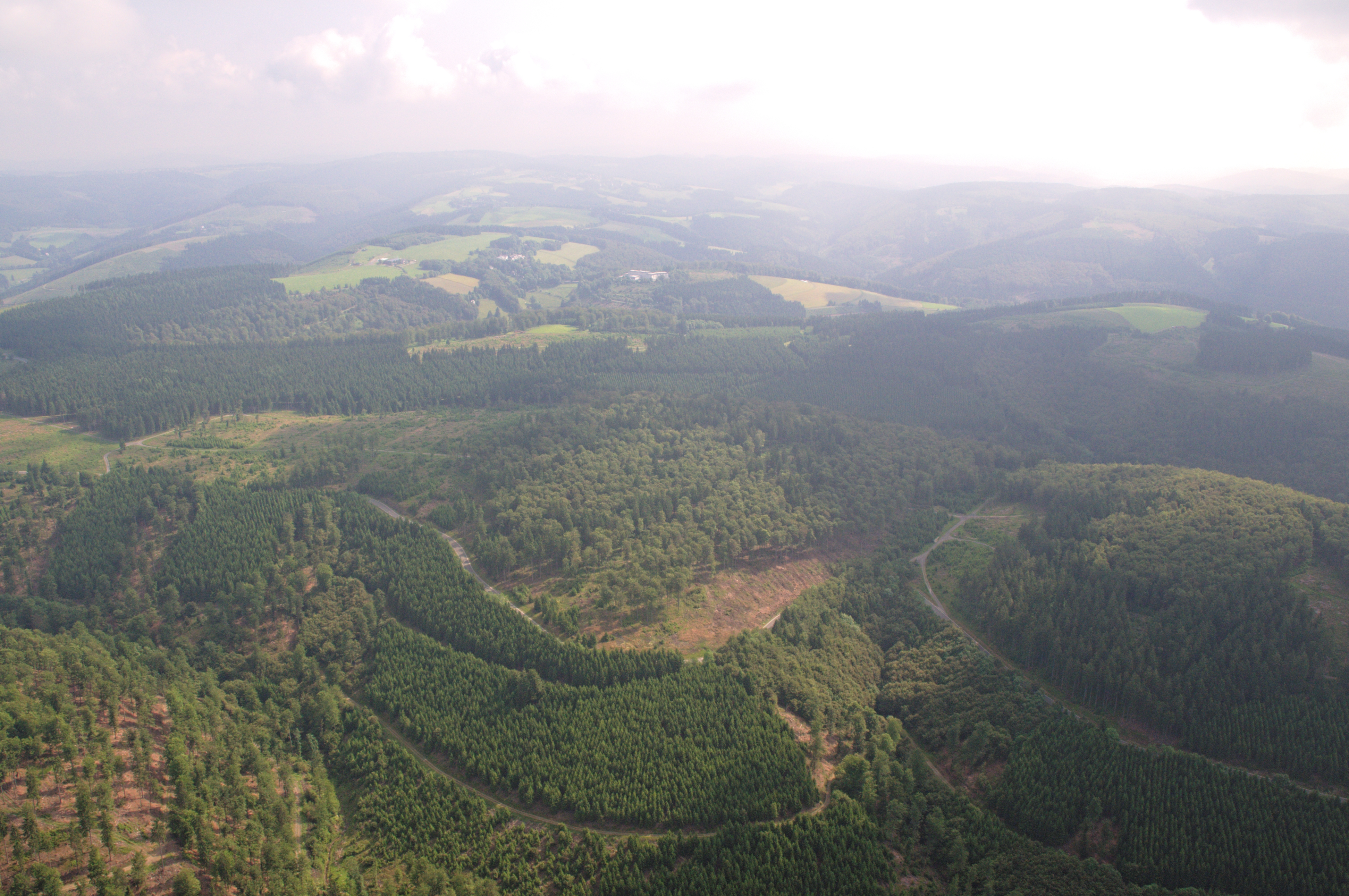
Naturschutzgebiet Rothaarkamm am Grenzweg (Juli 2013)

Das Naturschutzgebiet Rothaarkamm am Grenzweg liegt auf dem Gebiet der Stadt Bad Berleburg sowie, zu kleineren Anteilen im Südosten, auf dem der Gemeinde Erndtebrück, im Kreis Siegen-Wittgenstein in Nordrhein-Westfalen.
Das aus fünf Teilflächen bestehende, in Berleburg etwa 3525 ha und in Erndtebrück 111 ha große Gebiet, das im Jahr 2004 unter den Schlüsselnummern SI-091 und SI-122 unter Naturschutz gestellt wurde, erstreckt sich nordwestlich, nördlich und nordöstlich der Kernstadt Bad Berleburg am Kamm der Rothaar sowie, Südwesten, am Burgkopf. Durch den östlichen Bereich des Gebietes hindurch verläuft die B 480 und am nordöstlichen Rand die B 236.
Schutzziel ist Erhalt und Optimierung eines repräsentativen, mittelgebirgstypischen Biotopmosaiks am Rothaarkamm mit montanen Buchenwäldern, Quellen, naturnahen Bachläufen mit begleitendem Feucht- und Magergrünland sowie kleinflächigen Erlen-Auenwäldern.